# مجتبی بخشی‌پور
 مجتبی بخشی‌پور (زاده ۱۳۵۸ اسلام‌آباد غرب) سیاستمدار ایرانی است که به‌عنوان‌ نماینده اسلام‌آباد غرب و دالاهو از استان کرمانشاه در یازدهمین و دوازدهمین دوره مجلس شورای اسلامی فعالیت می‌کند. بخشی‌پور همچنین عضو هیئت رئیسه مجلس شورای اسلامی است.
از جمله سوابق بخشی‌پور، رئیس شرکت‌های عمرانی کشور می‌باشد.
وی در دوره یازدهم با کسب ۳۱ هزار و ۲۲ رأی از مجموع ۵۶ هزار و ۶۴۶ رأی از حوزه انتخابیه اسلام‌آباد غرب و دالاهو انتخاب شد و در دوره دوازدهم با کسب ۳۰۵۳۷ رأی از مجموع ۷۶۳۲۵ رأی برای بار دوم به مجلس راه یافت.